# Malezija (biogeografska regija)
Malezija, biogeografska (Fitogeografska) regija koja se nalazi sjeverno i južno od ekvatorijalne linije. Prvi put identificirana je kao florističko područje koje je uključivalo Malajski poluotok, Malajski arhipelag, Novu Gvineju i Bismarckov arhipelag, temeljeno na zajedničkoj tropskoj flori koja potječe uglavnom iz Azije. U drugoj verziji WGSRPD-a (Svjetska geografska shema za bilježenje rasprostranjenosti biljaka) iz 2001., Nova Gvineja i Bismarckov arhipelag, zajedno sa Salomonskim otocima, smješteni su u Papuaziju, a ne u Maleziju. Od Papuazije je Sundaland odvojen Wallaceom koju od Sahula dijeli Lydekkerova, a od Sunda Wallaceova linija.
Zapadni dio Malezije uključuje Malajski poluotok i otoke Sumatru, Java, Bali i Borneo, poznat je kao Sundaland i dijeli faunu velikih sisavaca Azije. Ovi otoci  bili su povezani s Azijom tijekom ledenih doba, kada su razine mora bile niže.